# Müllersches Volksbad

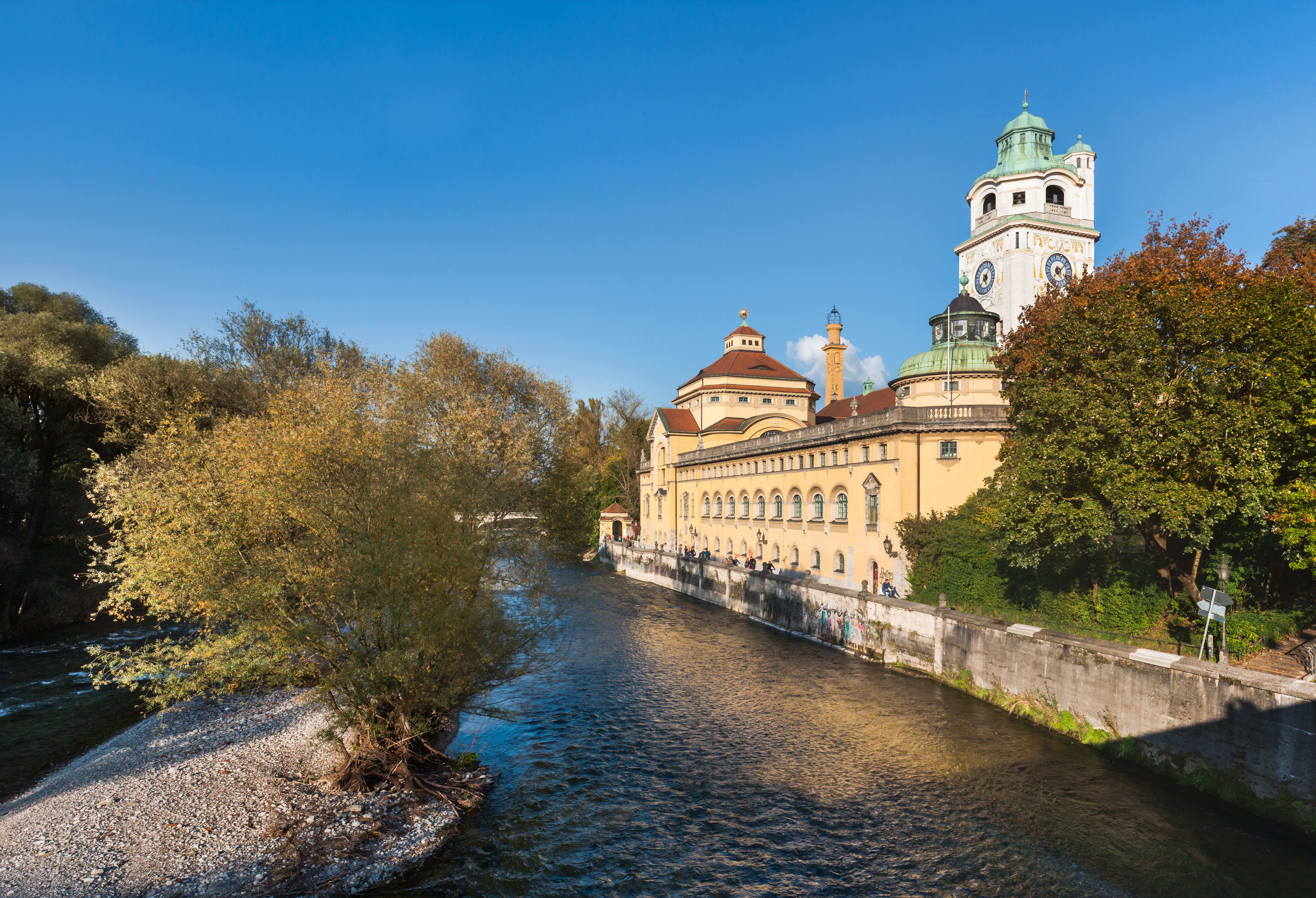
Müllersches Volksbad

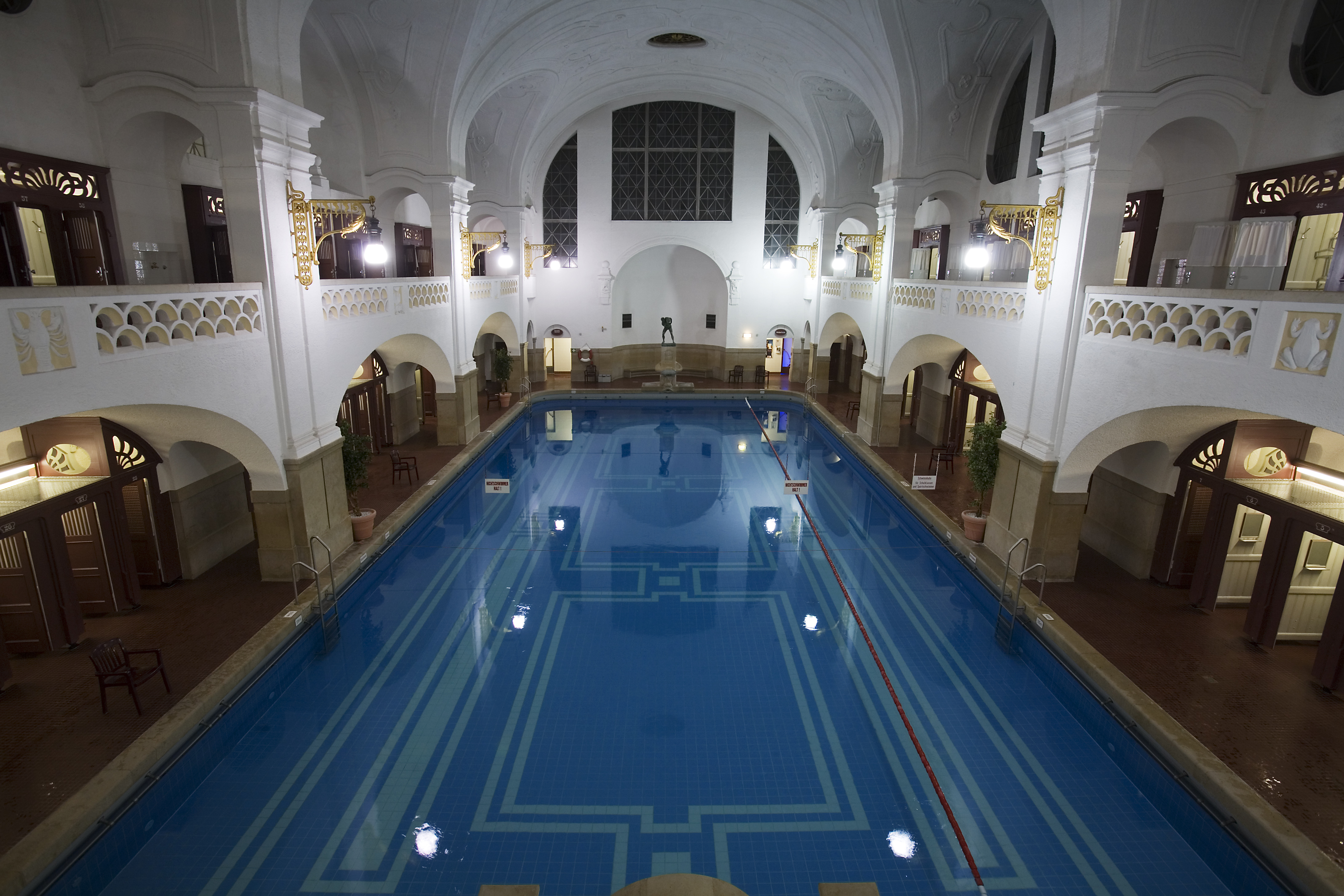
La vasca grande

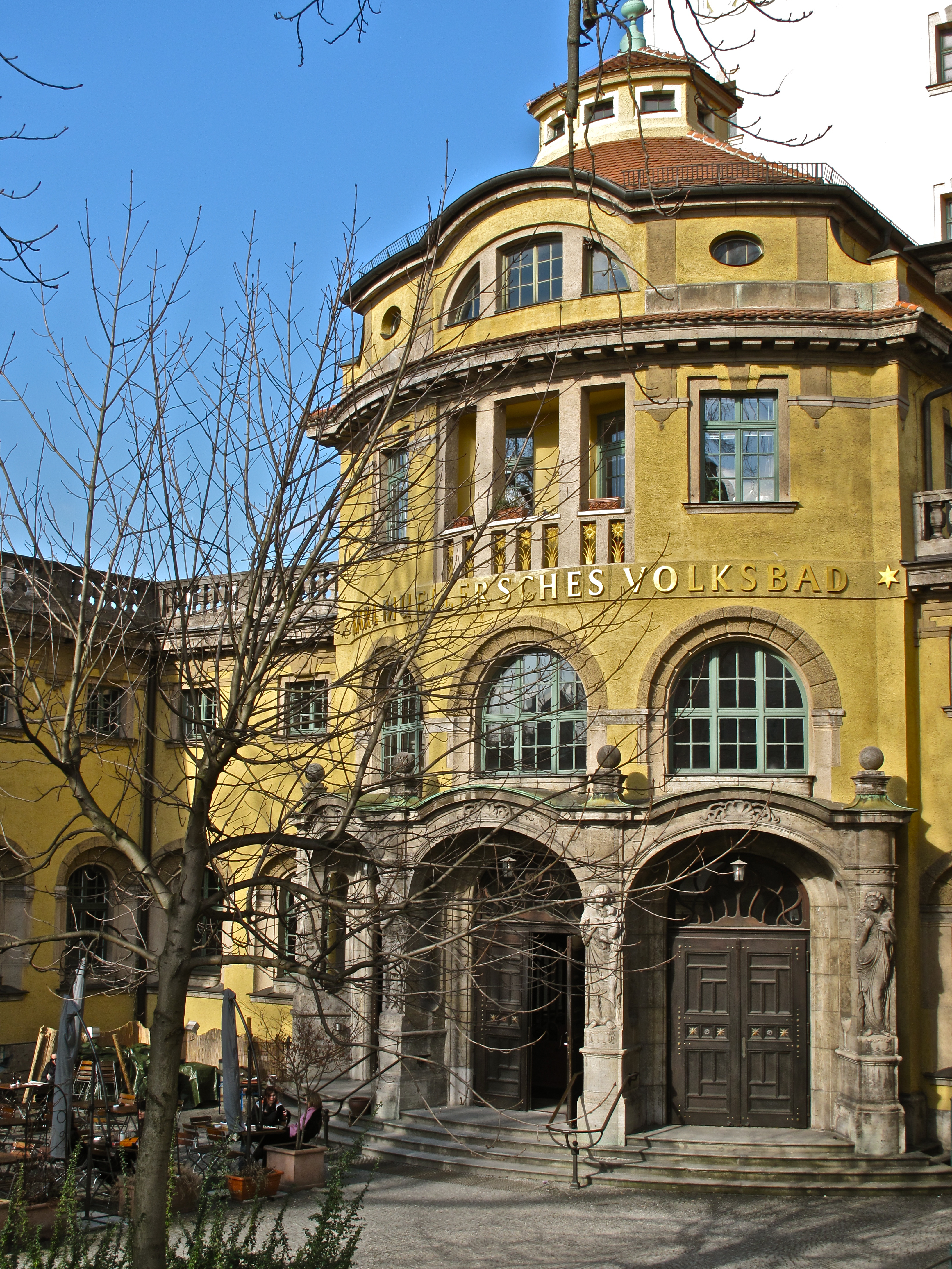
Entrata

La piscina Müllersches Volksbad è una piscina coperta storica a Monaco di Baviera costruita sulle sponde del fiume Isar nel quartiere di Au. Si tratta di una costruzione in stile neobarocco liberty Jugendstil.
L'edificazione fu possibile grazie ad una generosa donazione da parte dell'ingegnere Karl Ritter von Müller al quale la piscina è dedicata. All'ingresso si trova un busto del benefattore. La piscina viene dominata da una grande torre con decorazioni floreali e a ogni lato un orologio.
All'interno si trova una vasca per gli uomini (la vasca grande) ed una per le donne. Vi si trova inoltre una bagno a vapore storico in stile romano neoclassico ed una sauna.
L'architetto fu Carl Hocheder.
All'interno della piscina furono girate alcune celebri scene - la nuotata notturna di Susy e Sara - del film Suspiria di Dario Argento, nonché di La ragazza del bagno pubblico di Jerzy Skolimowski.